# Јаник Ањел
Јаник Ањел (фр. Yannick Agnel; рођен 9. јуна 1992. у Ниму) је француски пливач чија специјалност су трке слободним стилом на 200 и 400 метара. На Летњим олимпијским играма 2012. у Лондону освојио је две златне (на 400 м слободно и у штафети 4х100 слободно) и једну сребрну медаљу (штафета 4х200 м слободно).

## Каријера
Прве запаженије успехе у каријери Ањел је остварио на европском првенству за јуниоре 2009. у Прагу освојивши три злата (на 200 и 400 метара слободним, и у штафети 4100 слободно).
Током 2010. остварио је одличне резултате. На јуниорском првенству Европе у Хелсинкију освојио је 5 златних и једну сребрну медаљу. Поставио је нове националне рекорде на 200 и 400 метара слобдно. У августу исте године на сениорском првенству Европе у Будимпешти осваја прву сениорску и то златну медаљу на 400 м слободно уз нови национални и рекорд првенстава. На истом првенству освојио је сребро у штафети 4х100 м слободно те бронзу на 4х200 слободно.
Нешто слабије резултате остварио је на Светском првенству 2011. у Шангају када је успео да дође до сребра у штафети 4х200 метара слободно (пливали су још и Грегори Моле, Жереми Стравијус и Фабијен Жило).
До прве олимпијске медаље, и то златне дошао је у штафети 4х100 метара слободно у Лондону заједно са Левоом, Жилом и Лефером (47,39), а Ањел је пливао у последњој измени у тренутку када је америчка штафета предвођена Рајаном Локтијем у тој измени имала убедљиву предност. Ањел је испливао убедљивих 46,74 у својој измени и донео Француској прво штафетно олимпијско злато у историји. Већ сутрадан Ањел је освојио и прво индивидуално олимпијско злато на 200 метара слободним стилом временом 1:43,14, најбржим резултатом у историји француског пливања. Трећу олимпијску медаљу у Лондону (сребро) освојио је у штафети 4х200 м слободно. Ањел је и тада пливао у последњој измени и са временом 1:43,24 остварио убедљиво најбоље време од свих пливача у тој дисциплини. У дисциплини 100 м слободно остварио је лични рекорд од 47,84 и заузео 4. место.

## Лични рекорди (велики базен)
Закључно са 1. августом 2012.
| Дисциплина     | Резултат   | Датум           |
| -------------- | ---------- | --------------- |
| 100 м слободно | 47,84      | 1. август 2012. |
| 200 м слободно | 1:43,14 НР | 30. јул 2012.   |
| 400 м слободно | 3:43,85 НР | 23. март 2011.  |

Легенда: НР = национални рекорд